# Hobbs Ridge
Hobbs Ridge är en bergstopp i Antarktis. Den ligger i Östantarktis. Nya Zeeland gör anspråk på området. Toppen på Hobbs Ridge är 961 meter över havet.
Terrängen runt Hobbs Ridge är kuperad åt nordost, men åt sydväst är den bergig. Trakten är obefolkad. Det finns inga samhällen i närheten. 